# Кохати не можна забути
«Кохати не можна забути» — п'ятнадцятирічна дівчинка з сім'ї мормонів-фундаменталістів штату Юта. Одного разу вона знаходить заборонену касету з рок-музикою. Ніколи не чувши нічого подібного раніше, Рейчел переживає неповторні емоції.

## Зміст
У тридцять сім років Марина веде звичайнісіньке життя сучасної розлученої жінки: одна виховує дванадцятирічну дочку Ксюшу, і працює вчителем у художній школі. Марині здається, що її життя вже прожите, і в ньому не трапиться нічого нового. Але все змінюється, коли Марина випадково знайомиться з Микитою. Молодий чоловік закохується в неї з першого погляду і готовий на все, щоб бути з коханою. Марина теж відчуває почуття до Микити, але біда в тому, що йому всього двадцять років. Різниця у віці не бентежить Микиту - він готовий одружитися з Мариною. Але Марину лякає така перспектива, вона впевнена, що оточуючі їх не схвалять. Вона коливається, і, нарешті, тікає від своєї божевільної любові до міста свого дитинства. Батьки Марини знайомлять її зі своїм новим сусідом Ігорем. Він позитивний, відповідальний, закоханий у Марину, а головне - її ровесник. Марина погоджується стати дружиною Ігоря. Але чи погодиться Микита так легко відмовитися від коханої жінки?..

## Ролі
| Актор             | Роль |
| ----------------- | ---- |
| Наталія Антонова  | -    |
| Дмитро Бедерін    | -    |
| Поліна Тарасова   | -    |
| Світлана Галка    | -    |
| Олена Стародуб    | -    |
| Руслан Джайбеков  | -    |
| Павло Шінгарев    | -    |
| Анжеліка Волчкова | -    |
| Єва Авєєва        | -    |
| Людмила Гаврилова | -    |

## Знімальна група
- Режисер — В'ячеслав Лавров
- Сценарист — Олена Ласкарева
- Продюсер — Влад Ряшин, Дар'я Лаврова, Наталя Білан